# 鎌田富雄
鎌田 富雄（かまた とみお、1941年11月5日 - ）は東京都出身 の元プロゴルファー。

## 来歴
安田春雄の1学年上で、同じ中村寅吉門下で切磋琢磨していた。
砧ゴルフ場所属時の1962年10月にプロテストで1位合格し、砧の閉鎖後は中村が設計した富士小山ゴルフクラブを経て、浦和ゴルフ倶楽部所属となる 。
1968年の関東オープンで10位に入り、参加資格ぎりぎりで1969年のアジアサーキットに参戦 。シンガポールオープンでは最終日に激しい争いとなり、デビッド・グラハム（ オーストラリア）、ガイ・ウォルステンホルム（ イングランド）と72ホールの278、通算6アンダーで引き分け、4年ぶり3回目の延長戦に突入。1ホール目でウォルステンホルムが脱落、鎌田は3番ホールで5.4mバーディを決め、グラハムが約2.4mを外して決着し、プレーオフを制して優勝。
帰国後の関東オープンでは謝永郁（ 中華民国）・栗原甲子男とプレーオフの末に2位タイ、西日本サーキットBSでは謝敏男（中華民国）・石井裕士・内田繁・村上隆・細石憲二・豊田明夫に次ぐと同時に宮本省三と並んでの7位タイに入った。

## 主な優勝
- 1969年 - シンガポールオープン